# Aoba Fujino
Aoba Fujino,  (藤野?, Fujino Aoba) (Machida, 27 gennaio 2004), è una calciatrice giapponese, centrocampista del Manchester City e della nazionale giapponese.

## Carriera

### Club
Fujino inizia la carriera al Minamiosawa Football Club per proseguire successivamente nel Nippon TV Menina, la squadra giovanile della scuola calcio affiliata al Nippon TV Beleza, plurititolata squadra del campionato giapponese femminile di calcio, e infine affiancando l'attività scolastica a quella sportiva giocando per la squadra di calcio femminile della Jumonji Senior High School.
Nel 2021 torna al club di Tokyo, che dall'anno prima ha mutato denominazione in Tokyo Verdy Beleza, partecipando alla prima edizione del rinnovato campionato di prima divisione giapponese, la Women Empowerment League, e debuttandovi il 16 ottobre di quello stesso anno.

### Nazionale
Nel 2019 Fujino viene convocata dalla Federcalcio giapponese (JFA) per vestire la maglia della formazione Under-16 che partecipa al Campionato asiatico di Thailandia 2016, marcando in quell'occasione una sola presenza nella vittoria per 2-1 sulle pari età della Corea del Nord e festeggiando alla fine del torneo la conquista del quarto titolo di categoria da parte della squadra giapponese.
Tre anni più tardi è inserita nella rosa delle giocatrici che affrontano con la formazione Under-20 il Mondiale di Costa Rica 2022. Scesa in campo in tutti i sei incontri giocati dalla sua nazionale, rivelandosi fondamentale nel siglare negli ultimi secondi la rete del 3-3 con la Francia ai quarti di finale, permettendo poi il passaggio del turno ai calci di rigore, condivide con le compagne il percorso che vede il Giappone giungere alla finale del 28 agosto poi persa 3-1 con la Spagna.
Sempre del 2022 è la sua prima convocazione in nazionale maggiore, chiamata dal commissario tecnico Futoshi Ikeda in una serie di quattro amichevoli tra ottobre e novembre, debuttando il 6 ottobre rilevando al 69' Hikaru Naomoto nella vittoria per 2-0 con la Nigeria. Ikeda continua a concederle fiducia e dopo un'ulteriore test in amichevole decide di inserirla in rosa con la squadra che affronta l'edizione 2023 della SheBelieves Cup, venendo impiegata in tutti i tre incontri disputati dalla sua nazionale che nel torneo si classifica al 2º posto.
Dopo essere stata confermata da Ikeda nella lista delle 23 convocate per il Mondiale di Australia e Nuova Zelanda 2023, Fujino sigla la sua prima rete con le Nadeshiko Japan, sempre in amichevole, il 14 luglio nella vittoria per 5-0 con Panama.

## Palmarès

### Nazionale
- Campionato asiatico Under-16: 1

2019
- SheBelieves Cup: 1

2025